# Neosticta fraseri
Neosticta fraseri là loài chuồn chuồn trong họ Isostictidae. Loài này được Watson mô tả khoa học đầu tiên năm 1991.